# Mario Trufelli
Mario Trufelli (Tricarico, 5 luglio 1929 – Potenza, 3 agosto 2024) è stato un giornalista, scrittore e poeta italiano.

## Biografia
Di origine lucana, fu il responsabile della redazione lucana della RAI dal 1969 al 1994 e poi conduttore della trasmissione nazionale Check-Up
Svolse un'intensa attività giornalistica per la quale vinse il "premio Saint-Vincent". Fu inoltre per anni una colonna portante dell'APT Basilicata.
Raccolse le sue poesie ("maestro" e grande amico di Trufelli fu il celebre poeta ed ingegnere Leonardo Sinisgalli) nel libro Prova d'addio (Scheiwiller, edito nell'anno 1991), che gli fecero vincere successivamente nel 1992 il "Premio Flaiano" e il Premio Nazionale Rhegium Julii per la poesia. In Lo specchio del comò (Alfredo Guida editore, 1990) raccolse invece alcuni dei suoi racconti.
Degni di citazione inoltre furono anche Amore di Lucania (con Giuseppe Appella) e L'erbavento (quest'ultimo pubblicato in occasione della cittadinanza onoraria concessagli dal comune di Montemurro, paese natale di Leonardo Sinisgalli, nella Val d'Agri), rispettivamente serie di interviste sulla cultura lucana e antologia di scritti vari.
Nel 1987 gli venne conferito dall'Amministrazione Comunale di Pomarico (MT), il Premio LucaniaOro per il Giornalismo.
Tra gli altri riconoscimenti vi fu anche il "premio Guido Dorso" per l'impegno meridionalistico e il "Premio Letterario Carlo Levi" di Aliano.
La sua opera più famosa fu comunque L'ombra di Barone - Viaggio in Lucania, viaggio appunto nella poetica e nella poesia della sua terra.

### Poesia
Il 23 novembre 1980, un paio d'ore dopo il verificarsi del terremoto dell'Irpinia, come giornalista si recò a Balvano in provincia di Potenza, dove il crollo della chiesa di Santa Maria Assunta fece una strage di fedeli, in particolare bambini e adolescenti partecipanti alla messa. Giunto sul posto si trovò di fronte ad uno scenario apocalittico, con urla e imprecazioni dei sopravvissuti intenti a cercare i propri cari sotto le macerie della chiesa. Tra questi un padre disperato alla ricerca della sua bambina di nome Rosetta. La concitazione di quei tragici momenti unitamente alla disperazione dei genitori toccarono il suo animo da ispirargli il giorno seguente "Lamento per Rosetta" una poesia dedicata a tutte le giovani vittime di quel sisma.